# Fussball Club Erzgebirge Aue 1999-2000
Questa voce raccoglie le informazioni riguardanti il Fussball Club Erzgebirge Aue nelle competizioni ufficiali della stagione 1999-2000.

## Stagione
Nella stagione 1999-2000 l'Erzgebirge Aue, allenato da Gerd Schädlich, concluse il campionato di Regionalliga nordest al 3º posto.

## Rosa
| N. |                      | Ruolo | Calciatore     |
| -- | -------------------- | ----- | -------------- |
|    | Germania (bandiera)  | P     | Sven Beuckert  |
|    | Germania (bandiera)  | P     | Dirk Böhme     |
|    | Germania (bandiera)  | D     | Enrico Barth   |
|    | Rep. Ceca (bandiera) | D     | Petr Grund     |
|    | Germania (bandiera)  | D     | Holger Hasse   |
|    | Germania (bandiera)  | D     | Hagen Schmidt  |
|    | Germania (bandiera)  | D     | Frank Seinig   |
|    | Rep. Ceca (bandiera) | D     | Radek Sionko   |
|    | Germania (bandiera)  | D     | Udo Tautenhahn |
|    | Germania (bandiera)  | C     | Steffen Binke  |
|    | Germania (bandiera)  | C     | Thorsten Ernst |
|    | Germania (bandiera)  | C     | Peter Heidler  |

| N. |                               | Ruolo | Calciatore       |
| -- | ----------------------------- | ----- | ---------------- |
|    | Germania (bandiera)           | C     | Jörg Leonhardt   |
|    | Germania (bandiera)           | C     | Rico Reinold     |
|    | Germania (bandiera)           | C     | Falk Terjek      |
|    | Macedonia del Nord (bandiera) | C     | Borislav Tomoski |
|    | Rep. Ceca (bandiera)          | C     | Pavel Vašíček    |
|    | Albania (bandiera)            | A     | Harun Isa        |
|    | Germania (bandiera)           | A     | Jörg Kirsten     |
|    | Lituania (bandiera)           | A     | Valeri Lakhmei   |
|    | Polonia (bandiera)            | A     | Marek Nowacki    |
|    | Germania (bandiera)           | A     | Marian Pagels    |
|    | Germania (bandiera)           | A     | Steven Zweigler  |

## Organigramma societario
Area tecnica
- Allenatore: Gerd Schädlich
- Allenatore in seconda: Holger Erler
- Preparatore dei portieri:
- Preparatori atletici:
- Analisi video:

## Calciomercato

### Sessione estiva
| Acquisti | Acquisti      | Acquisti         | Acquisti |
| R.       | Nome          | da               | Modalità |
| -------- | ------------- | ---------------- | -------- |
| C        | Falk Terjek   | VfR Mannheim     |          |
| D        | Petr Grund    | Chmel Blšany     |          |
| C        | Steffen Binke | Dresdner SC      |          |
| C        | Peter Heidler | Dresdner SC      |          |
| A        | Harun Isa     | TeBe Berlino     |          |
| A        | Jörg Kirsten  | Waldhof Mannheim |          |
| D        | Radek Sionko  | Dolní Benešov    |          |

| Cessioni | Cessioni         | Cessioni       | Cessioni |
| R.       | Nome             | a              | Modalità |
| -------- | ---------------- | -------------- | -------- |
| D        | Mentor Miftari   | Plauen         |          |
| C        | Mike Sadlo       | VfL Halle 1896 |          |
| C        | Ervin Skela      | Chemnitz       |          |
| C        | Ronny Thielemann | Hansa Rostock  |          |

### Sessione invernale
| Acquisti | Acquisti      | Acquisti        | Acquisti |
| R.       | Nome          | da              | Modalità |
| -------- | ------------- | --------------- | -------- |
| C        | Pavel Vašíček | Bohemians Praga |          |

| Cessioni | Cessioni         | Cessioni | Cessioni |
| R.       | Nome             | a        | Modalità |
| -------- | ---------------- | -------- | -------- |
| D        | Uwe Kramer       | Zwickau  |          |
| A        | Ronny Kretschmer | Zwickau  |          |

## Risultati

### Regionalliga nordest

#### Girone di andata
| Arbitro: | Fröhlich |

|            |           |                                 |
| Conrad 34’ | Marcatori | 49’ Isa 66’ (rig.), 88’ Kirsten |

| Arbitro: | Keßler |

|           |           |                |
| Binke 24’ | Marcatori | 50’ Jungnickel |

| Arbitro: | Reck |

|                                       |           |  |
| Stanchev 44’ Zimmerling 54’, 61’, 85’ | Marcatori |  |

| Arbitro: | Fleske |

|                                     |           |  |
| Schmidt 14’ (aut.) Nowacki 25’, 34’ | Marcatori |  |

| Arbitro: | Ranft |

|                    |           |               |
| Wiedemann 51’, 53’ | Marcatori | 6’ Kretschmer |

| Arbitro: | Melms |

|            |           |             |
| Pagels 48’ | Marcatori | 46’ Küntzel |

| Arbitro: | Gräfe |

|           |           |                               |
| Binke 35’ | Marcatori | 77’ (rig.) Rusayev 89’ Hauser |

| Arbitro: | Weise |

|           |           |             |
| Popov 82’ | Marcatori | 68’ Kirsten |

| Arbitro: | Jauch |

|                                                |           |  |
| Kirsten 2’ Heidler 40’ Schmidt 51’ Nowacki 58’ | Marcatori |  |

| Arbitro: | Weber |

|  |           |             |
|  | Marcatori | 66’ Kirsten |

| Arbitro: | Voigt |

|                                   |           |  |
| Isa 6’, 39’ Grund 60’ Schmidt 83’ | Marcatori |  |

| Arbitro: | Wehnert |

|  |           |         |
|  | Marcatori | 37’ Isa |

| Arbitro: | Pleßke |

|                     |           |  |
| Isa 54’ Schmidt 56’ | Marcatori |  |

| Arbitro: | Weise |

|                    |           |                  |
| Ofodile 67’ (rig.) | Marcatori | 21’, 80’ Nowacki |

| Arbitro: | Binkowski |

|                                |           |          |
| Schmidt 4’ Kirsten 34’ Isa 86’ | Marcatori | 88’ Jank |

| Arbitro: | Ruzik |

|                        |           |             |
| Scheller 16’ Fritz 85’ | Marcatori | 86’ Kirsten |

| Arbitro: | Reimer |

|                     |           |             |
| Isa 41’ Kirsten 53’ | Marcatori | 88’ Demiray |

#### Girone di ritorno
| Arbitro: | Robel |

|                |           |  |
| Tautenhahn 28’ | Marcatori |  |

| Arbitro: | Kokel |

|                |           |            |
| Manislavic 35’ | Marcatori | 13’ Sionko |

| Arbitro: | Fleske |

|                                               |           |                                |
| Isa 7’ Tautenhahn 42’ Nowacki 68’ Kirsten 87’ | Marcatori | 71’ (rig.) Stanchev 81’ Suwary |

| Arbitro: | Stark |

|                                 |           |             |
| Činčala 39’ Dos Santos 73’, 79’ | Marcatori | 33’ Kirsten |

| Arbitro: | Cyrklaff |

|                    |           |                                  |
| Isa 5’, 86’ (rig.) | Marcatori | 48’ Gottwald 68’, 80’ Zarczynski |

| Arbitro: | Marks |

|                         |           |                   |
| Krznaric 45’ Spasov 67’ | Marcatori | 56’, 87’ Zweigler |

| Arbitro: | Reimer |

|                              |           |             |
| Jović 17’ (rig.) Rusayev 88’ | Marcatori | 86’ Vašíček |

| Arbitro: | Wack |

|                       |           |            |
| Terjek 78’ Sionko 80’ | Marcatori | 11’ Koilov |

| Arbitro: | Richter |

|  |           |                               |
|  | Marcatori | 44’, 83’, 88’ Kirsten 57’ Isa |

| Arbitro: | Voigt |

|            |           |  |
| Pagels 15’ | Marcatori |  |

| Dresda 15 aprile 2000, ore 14:00 CEST 28ª giornata | Dresdner SC | 0 – 0 referto | Erzgebirge Aue | Heinz-Steyer-Stadion (2 468 spett.)\| Arbitro: \| Weise \| |
| Arbitro:                                           | Weise       |               |                |                                                            |

| Arbitro: | Scheibel |

|                  |           |  |
| Nowacki 16’, 88’ | Marcatori |  |

| Arbitro: | Melms |

|                              |           |                      |
| Seinig 10’ (aut.) Jaekel 84’ | Marcatori | 19’, 20’, 59’ Pagels |

| Arbitro: | Sturm |

|            |           |                                    |
| Pagels 19’ | Marcatori | 21’ Ofodile 68’ Ivanović 89’ Mydlo |

| Arbitro: | Wehnert |

|                     |           |         |
| Besser 54’ Arzt 90’ | Marcatori | 45’ Isa |

| Arbitro: | Robel |

|                       |           |  |
| Sionko 60’ Pagels 82’ | Marcatori |  |

| Arbitro: | Ruzik |

|                      |           |  |
| Meier 50’ Donkor 71’ | Marcatori |  |

## Statistiche

### Statistiche di squadra
| Competizione         | Punti | In casa | In casa | In casa | In casa | In casa | In casa | In trasferta | In trasferta | In trasferta | In trasferta | In trasferta | In trasferta | Totale | Totale | Totale | Totale | Totale | Totale | DR  |
| Competizione         | Punti | G       | V       | N       | P       | Gf      | Gs      | G            | V            | N            | P            | Gf           | Gs           | G      | V      | N      | P      | Gf     | Gs     | DR  |
| -------------------- | ----- | ------- | ------- | ------- | ------- | ------- | ------- | ------------ | ------------ | ------------ | ------------ | ------------ | ------------ | ------ | ------ | ------ | ------ | ------ | ------ | --- |
| Regionalliga nordest | 60    | 17      | 12      | 2       | 3       | 36      | 15      | 17           | 6            | 4            | 7            | 23           | 25           | 34     | 18     | 6      | 10     | 59     | 40     | +19 |
| Totale               | 60    | 17      | 12      | 2       | 3       | 36      | 15      | 17           | 6            | 4            | 7            | 23           | 25           | 34     | 18     | 6      | 10     | 59     | 40     | +19 |

### Andamento in campionato
| Giornata  | 1 | 2 | 3  | 4 | 5 | 6 | 7  | 8  | 9 | 10 | 11 | 12 | 13 | 14 | 15 | 16 | 17 | 18 | 19 | 20 | 21 | 22 | 23 | 24 | 25 | 26 | 27 | 28 | 29 | 30 | 31 | 32 | 33 | 34 |
| --------- | - | - | -- | - | - | - | -- | -- | - | -- | -- | -- | -- | -- | -- | -- | -- | -- | -- | -- | -- | -- | -- | -- | -- | -- | -- | -- | -- | -- | -- | -- | -- | -- |
| Luogo     | T | C | T  | C | T | C | C  | T  | C | T  | C  | T  | C  | T  | C  | T  | C  | C  | T  | C  | T  | C  | T  | T  | C  | T  | C  | T  | C  | T  | C  | T  | C  | T  |
| Risultato | V | N | P  | V | P | N | P  | N  | V | V  | V  | V  | V  | V  | V  | P  | V  | V  | N  | V  | P  | P  | N  | P  | V  | V  | V  | N  | V  | V  | P  | P  | V  | P  |
| Posizione | 3 | 6 | 10 | 6 | 8 | 8 | 13 | 13 | 8 | 5  | 4  | 4  | 3  | 3  | 2  | 4  | 3  | 3  | 4  | 3  | 3  | 5  | 5  | 5  | 4  | 4  | 3  | 3  | 2  | 2  | 2  | 3  | 3  | 3  |

Legenda:

Luogo: C = Casa; T = Trasferta. Risultato: V = Vittoria; N = Pareggio; P = Sconfitta.

### Statistiche dei giocatori
| E. Barth      | 25 | 0  | 3  | 0 |
| S. Beuckert   | 34 | 0  | 2  | 0 |
| S. Binke      | 19 | 2  | 0  | 0 |
| D. Böhme      | 0  | 0  | 0  | 0 |
| T. Ernst      | 1  | 0  | 0  | 0 |
| P. Grund      | 25 | 1  | 1  | 0 |
| H. Hasse      | 22 | 0  | 4  | 1 |
| P. Heidler    | 30 | 1  | 2  | 1 |
| H. Isa        | 27 | 12 | 1  | 0 |
| J. Kirsten    | 29 | 13 | 6  | 0 |
| U. Kramer     | 7  | 0  | 1  | 0 |
| R. Kretschmer | 2  | 1  | 0  | 0 |
| V. Lakhmei    | 8  | 0  | 2  | 0 |
| J. Leonhardt  | 1  | 0  | 0  | 0 |
| M. Nowacki    | 30 | 8  | 2  | 0 |
| M. Pagels     | 31 | 7  | 2  | 0 |
| R. Reinold    | 2  | 0  | 0  | 0 |
| H. Schmidt    | 33 | 4  | 10 | 2 |
| F. Seinig     | 10 | 0  | 2  | 0 |
| R. Sionko     | 31 | 3  | 5  | 1 |
| U. Tautenhahn | 18 | 2  | 6  | 1 |
| F. Terjek     | 13 | 1  | 0  | 0 |
| B. Tomoski    | 30 | 0  | 3  | 1 |
| P. Vašíček    | 15 | 1  | 1  | 0 |
| S. Zweigler   | 20 | 2  | 7  | 0 |